# Linnaemya zimini
Linnaemya zimini är en tvåvingeart som beskrevs av Chao 1962. Linnaemya zimini ingår i släktet Linnaemya och familjen parasitflugor. Inga underarter finns listade i Catalogue of Life.